# Гюнтер Панке
Ґюнтер Панке (нім. Günther Pancke; 1 травня 1899, Гнезен — 17 серпня 1973, Гамбург) — один з вищих офіцерів СС, обергруппенфюрер СС, генерал поліції і військ СС.

## Життєпис
Народився в сім'ї офіцера. Вирішивши зробити військову кар'єру, в 1910-1917 роках навчався в Прусському кадетському корпусі.
Учасник Першої світової війни. Після закінчення війни вступив до лав фрайкору в Залізну дивізію, що діяла на території Прибалтики. До 1920 року служив в Західно-прусській прикордонній охороні. Після розпуску організації, її учасників не брали на роботу в армію і промисловість, тому Панке вирушив спочатку в Іспанію, а потім в Чилі і Аргентину, де до 1927 року займався фермерством.
Після повернення до Німеччини працював у технічній фізичній лабораторії в Кілі.

### Кар'єра в СС
1 серпня 1930 року вступив у НСДАП (№ 282 737), а 1 червня 1931 - в СС (№ 10 110).
У 1931 році втратив роботу і почав брати активну участь у політичній діяльності. З червня 1931 був інспектором, а потім - керівником школи СС в Крайнсені.
З середини червня 1932 року було ад'ютантом 12-го штандарту СС (Ганновер), з 24 грудня - командором 50-го штандарту СС «Північний Шлезвіг» (Фленсбург), з 15 грудня 1933 року - 22-го абшніту СС (Алленштайн), з квітня 1934 року - 13-го абшніту СС (Шеттін), з 31 серпня - командир 15-го абшніту СС (Альтона).
У 1935 році вступив в сухопутні війська в чині лейтенанта, служив в розвідувальних частинах. З 25 квітня по 1 червня 1938 року був начальником штабу оберабшніту СС «Північ» (Гамбург/Альтона), після об'єднання 1 квітня 1936 року оберабшніту «Північ» і «Північний Захід» став начальником штабу оберабшніта «Північний Захід».
У вересні 1936 року з ідеологічних міркувань вийшов з протестантської церкви.
12 вересня 1938 став керівником Головного управління СС з питань раси і поселення, яке було головною установою, яка проводила расову політику як в Німеччині, так і на окупованих територіях. З початком Другої світової війни на чолі карального загону  був спрямований на окуповані території Польщі. Карального загону, сформований з 2-го полку СС «Бранденбург» підрозділів «Мертва голова», діючи в зоні 8-ї армії, проводив масові розстріли мирного населення і військовополонених поляків.
З 9 липня 1940 року до 15 вересня 1943 року обіймав посаду керівника оберабшніту СС «Центр» (провінція Бранденбург).
Одночасно 6 жовтня 1942 року був призначений вищим керівником СС і поліції в Данії (Копенгаген), де взяв участь в придушенні антинацистського повстання.

### Суд
Після закінчення війни був заарештований данською владою. 20 вересня 1948 року судом в Копенгагені був засуджений до 20 років в'язниці.
У 1953 році Гюнтера Панке помилували. Помер 17 серпня 1973 року в Гамбурзі.

## Звання[2]
- Лейтенант (червень 1918)
- Штурмфюрер СС (25 грудня 1932)
- Штурмгауптфюрер СС (30 січня 1933)
- Штурмбаннфюрер СС (12 червня 1933)
- Оберштурмбаннфюрер СС (3 вересня 1933)
- Штандартенфюрер СС (15 грудня 1933)
- Оберфюрер СС (20 квітня 1934)
- Бригадефюрер СС (13 вересня 1936)
- Ротмістр запасу (1 лютого 1938)
- Группенфюрер СС (1 вересня 1938)
- Генерал-лейтенант поліції (10 квітня 1941)
- Обергруппенфюрер СС (21 червня 1943)
- Генерал поліції (20 квітня 1944)
- Генерал військ СС (21 березня 1945)

## Нагороди[2]

### Перша світова війна
- Залізний хрест 2-го класу
- Нагрудний знак «За поранення» в чорному

### Міжвоєнний період
- Почесний хрест ветерана війни з мечами
- Почесний кут старих бійців
- Кільце «Мертва голова»
- Почесна шпага рейхсфюрера СС
- Медаль «У пам'ять 1 жовтня 1938» із застібкою «Празький град»

### Друга світова війна
- Хрест Воєнних заслуг 2-го і 1-го класу з мечами
- Золотий партійний знак НСДАП (30 січня 1943)
- Медаль «За вислугу років в НСДАП» в бронзі та сріблі (15 років)